# 聖索菲亞教堂 (內塞伯爾)

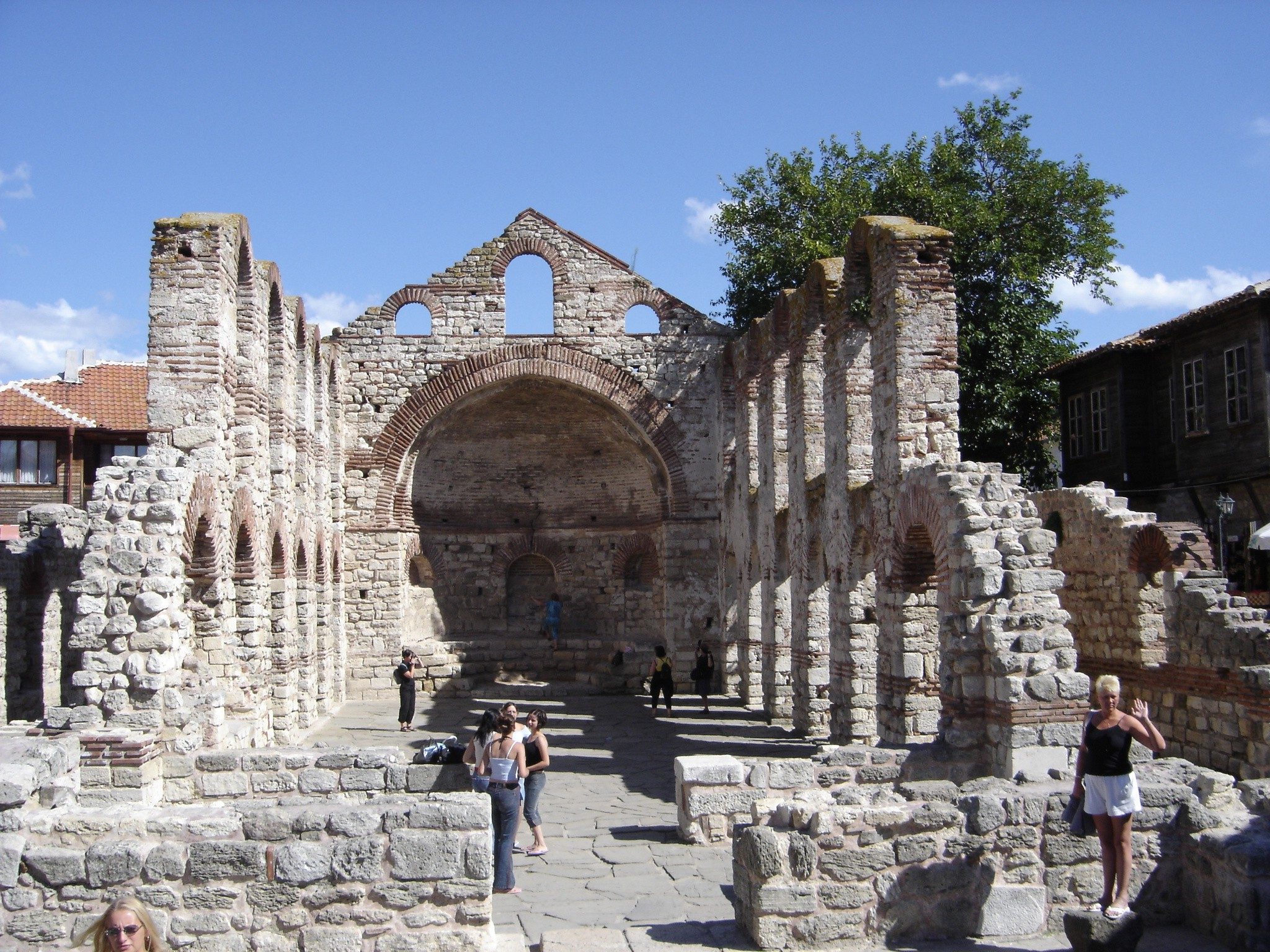

聖索菲亞教堂是位於保加利亞城市內塞伯爾的一座東正教教堂。聖索菲亞教堂被列為保加利亞百大旅遊景點和世界文化遺產。教堂修建5世紀後期至6世紀初期，現在的外觀則修建於9世紀初期。18世紀時教堂被廢棄。

## 外部連結
- （保加利亚文） Church of Saint Sofia - Nesebar （页面存档备份，存于）
- （保加利亚文） The churches of Nesebar
- （保加利亚文） Nesebar - churches and landmarks （页面存档备份，存于）